# Urban Discipline
 (novembre 2024).
La mise en forme du texte ne suit pas les recommandations de Wikipédia : il faut le « wikifier ».
Les points d'amélioration suivants sont les cas les plus fréquents :
- Les titres sont pré-formatés par le logiciel. Ils ne sont ni en capitales, ni en gras.
- Le texte ne doit pas être écrit en capitales (les noms de famille non plus), ni en gras, ni en italique, ni en « petit »…
- Le gras n'est utilisé que pour surligner le titre de l'article dans l'introduction, une seule fois.
- L'italique est rarement utilisé : mots en langue étrangère, titres d'œuvres, noms de bateaux, etc.
- Les citations ne sont pas en italique mais en corps de texte normal. Elles sont entourées par des guillemets français : « et ».
- Les listes à puces sont à éviter, des paragraphes rédigés étant largement préférés. Les tableaux sont à réserver à la présentation de données structurées (résultats, etc.).
- Les appels de note de bas de page (petits chiffres en exposant, introduits par l'outil «  Source ») sont à placer entre la fin de phrase et le point final[comme ça].
- Les liens internes (vers d'autres articles de Wikipédia) sont à choisir avec parcimonie. Créez des liens vers des articles approfondissant le sujet. Les termes génériques sans rapport avec le sujet sont à éviter, ainsi que les répétitions de liens vers un même terme.
- Les liens externes sont à placer uniquement dans une section « Liens externes », à la fin de l'article. Ces liens sont à choisir avec parcimonie suivant les règles définies. Si un lien sert de source à l'article, son insertion dans le texte est à faire par les notes de bas de page.
- La présentation des références doit suivre les conventions bibliographiques. Il est recommandé d'utiliser les modèles {{Ouvrage}}, {{Chapitre}}, {{Article}}, {{Lien web}} et/ou {{Bibliographie}}. Le mode d'édition visuel peut mettre en forme automatiquement les références.
- Insérer une infobox (cadre d'informations à droite) n'est pas obligatoire pour parachever la mise en page.

Pour une aide détaillée, merci de consulter Aide:Wikification.
Si vous pensez que ces points ont été résolus, vous pouvez retirer ce bandeau et améliorer la mise en forme d'un autre article.
Urban Discipline est le deuxième album studio du groupe de harcore metal américain Biohazard, sorti le 10 novembre 1992 chez Roadrunner Records.

## Contenu
Ce deuxième album signé sur un gros label marque un tournant pour Biohazard, qui connait un gros succès critique et commercial, et peaufine son identité musicale : riffs puissants, chants et chœurs très travaillés, production musicale très aboutie. Musicalement, le groupe s'inspire du harcore metal, du rapcore. Pour beaucoup, il s'agit de leur meilleur album.
L'intro de la chanson Punishment est tirée du film de 1989 The Punisher avec Dolph Lundgren.
Une édition remasterisée avec des titres bonus est sortie en 2007.

## Réception critique
En 2005, Urban Discipline a été classé numéro 277 dans le livre du magazine Rock Hard intitulé The 500 Greatest Rock & Metal Albums of All Time.

## Liste des pistes
Toutes les chansons sont écrites et composées par Biohazard, unless otherwise noted.
| 1.    | Chamber Spins Three                                                | 3:41 |
| 2.    | Punishment                                                         | 4:44 |
| 3.    | Shades of Grey                                                     | 3:27 |
| 4.    | Business                                                           | 4:04 |
| 5.    | Black and White and Red All Over                                   | 4:04 |
| 6.    | Man with a Promise                                                 | 3:20 |
| 7.    | Disease                                                            | 4:01 |
| 8.    | Urban Discipline                                                   | 5:34 |
| 9.    | Loss                                                               | 5:20 |
| 10.   | Wrong Side of the Tracks                                           | 3:37 |
| 11.   | Mistaken Identity                                                  | 4:32 |
| 12.   | We're Only Gonna Die (From Our Own Arrogance) (Bad Religion cover) | 2:19 |
| 13.   | Tears of Blood                                                     | 4:52 |
| 14.   | Hold My Own                                                        | 2:51 |
| 56:46 |                                                                    |      |

| Limited edition digipak bonus tracks | Limited edition digipak bonus tracks | Limited edition digipak bonus tracks | Limited edition digipak bonus tracks | Limited edition digipak bonus tracks | Limited edition digipak bonus tracks | Limited edition digipak bonus tracks | Limited edition digipak bonus tracks | Limited edition digipak bonus tracks | Limited edition digipak bonus tracks |
| No                                   | Titre                                | Durée                                |                                      |                                      |                                      |                                      |                                      |                                      |                                      |
| ------------------------------------ | ------------------------------------ | ------------------------------------ | ------------------------------------ | ------------------------------------ | ------------------------------------ | ------------------------------------ | ------------------------------------ | ------------------------------------ | ------------------------------------ |
| 15.                                  | Shades of Grey (Live)                | 4:13                                 |                                      |                                      |                                      |                                      |                                      |                                      |                                      |
| 16.                                  | Punishment (Live)                    | 5:14                                 |                                      |                                      |                                      |                                      |                                      |                                      |                                      |
| 66:13                                |                                      |                                      |                                      |                                      |                                      |                                      |                                      |                                      |                                      |

| No               | Titre                                       | Longueur |
| ---------------- | ------------------------------------------- | -------- |
| 15.              | "Business" (démo)                           | 4:23     |
| 16.              | "Urban Disciplin" (démo)                    | 5:32     |
| 17.              | "Loss" (démo)                               | 4:39     |
| 18.              | " Black and white and Red All Over " (démo) | 4:00     |
| Longueur totale: | Longueur totale:                            | 75:20    |

## Membres

### Biohazard
- Evan Seinfeld – chant, basse
- Billy Graziadei - chant principal, guitare rythmique
- Bobby Hambel - guitare solo, chœurs
- Danny Schuler – batterie

### Membres supplémentaire
- Producteur exécutif : Lyor Cohen
- Produit par Wharton Tiers & Biohazard
- Mixé par Steven Ett & Biohazard
- Mastering : George Marino
- Directeur artistique : Mitchell Trupia

## Classements
| Album chart                    | Peak |
| ------------------------------ | ---- |
| U.S. Billboard Top Heatseekers | 36   |
| German Album Charts            | 70   |
|                                |      |